# Praia da Corredoura
Vista panorâmica da Praia da Corredoura.
A Praia da Corredoura é uma praia situada no sítio da Caramujeira, zona costeira do município de Lagoa, na região do Algarve, em Portugal.
É conhecida pela sua água cristalina e, embora não tenha acesso pedonal, é bastante frequentada para a realização de petiscadas por parte de excursões turísticas marítimas e festas de Verão do Jet set português.
Encontra-se situada entre a Praia de Benagil e a internacionalmente famosa Praia da Marinha.